# Nicolás López
Nicolás Javier López Fernández (Santiago, 16 de marzo de 1983) es un escritor, director de cine, guionista, productor y actor chileno. Es conocido en Chile por sus largometrajes Promedio rojo, Sin filtro, No estoy loca, y la trilogía compuesta por Qué pena tu vida, Qué pena tu boda y Qué pena tu familia.
En 2022 fue declarado culpable de dos delitos de abuso sexual  y actualmente cumple dos penas de tres años y un día en libertad vigilada.

## Biografía

### Inicios (1993-2000)
Tras leer el libro Rebel Without a Crew de Robert Rodríguez, y ver la película Clerks de Kevin Smith, López comenzó a usar la cámara de video de sus padres para filmar sus primeros cortometrajes. Cinco años después dirigió Pajero, primera película con que participaría en festivales de cine local. Pajero trata de un muchacho al que todos interrumpen mientras se masturba.
En 1998 fundó junto a Fernando López Manley —su padre—, Carlos Garriga Aliaga, Andrés Vargas Henny y Juan Andrés Salfate, Sobras.com —que luego derivó en la productora Sobras— y realizó el único festival independiente de cine de Santiago de Chile: Sobras Film Festival. Mediante esta productora, López creó el material audiovisual para promoción de películas chilenas como Ángel negro, Fragmentos urbanos, Taxi para tres, Paraíso B y Cesante.[cita requerida]
Con Superhéroes (1999), López aprendió a utilizar el video digital para filmar la historia de un inadaptado que intenta convencer al mundo de ser Supermán; aquel, su segundo filme, fue exhibido en el Festival de Cine de Valdivia. En 2000 dirige Florofilia, la historia de un joven que, tras romper con su novia, se enamora de una planta.
López fue columnista en el suplemento Zona de Contacto del diario El Mercurio a la temprana edad de 12 años (1996); en sus «Memorias de un pingüino», que fue un éxito y se prolongó durante cerca de tres años (1997-1999), relataba en primera persona las peripecias de la vida escolar. También escribió la columna López (1999-2000). 

### Promedio rojoe internacionalización (2000-2010)

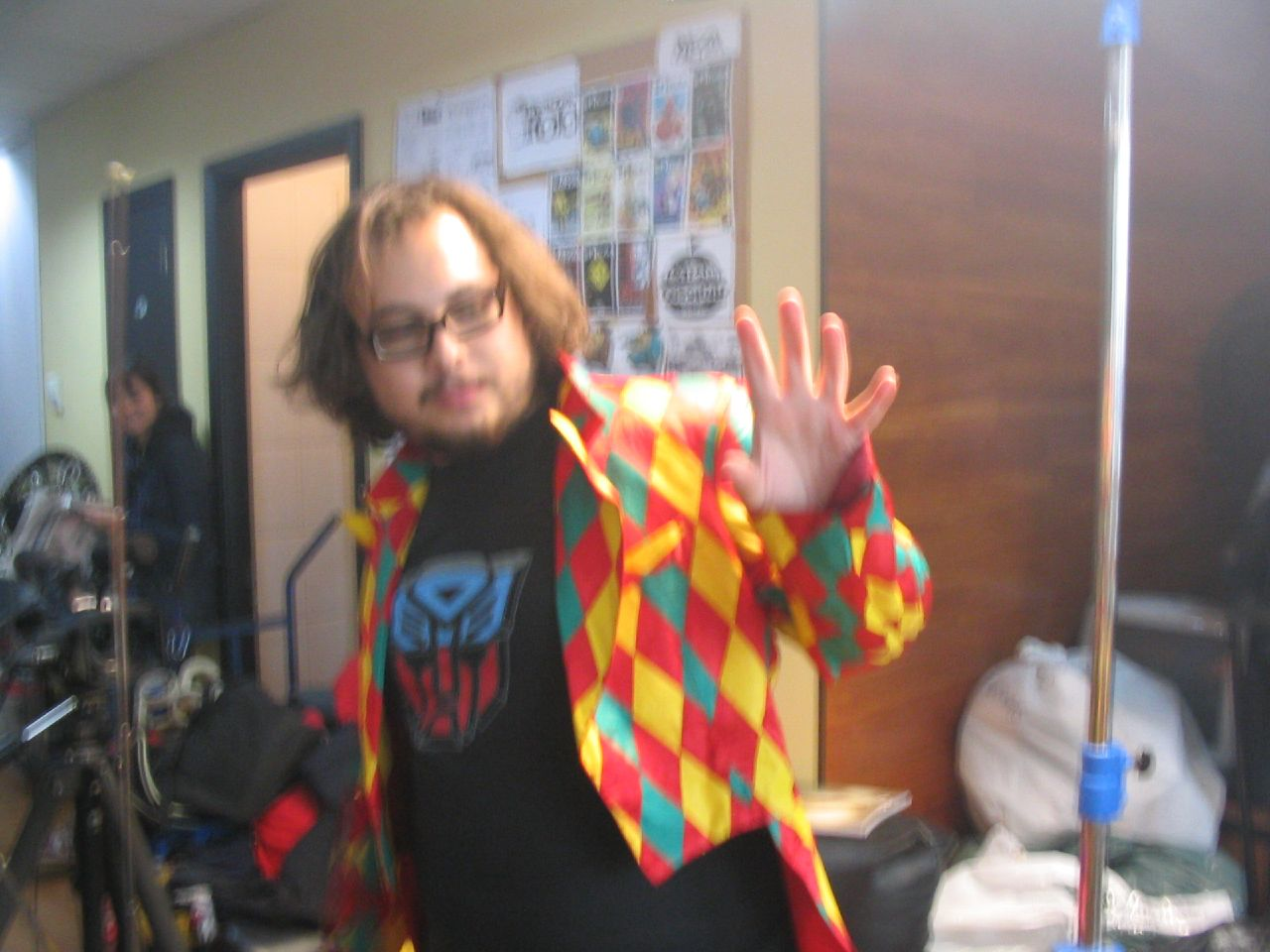
López en la grabación de Piloto MTV, 2003

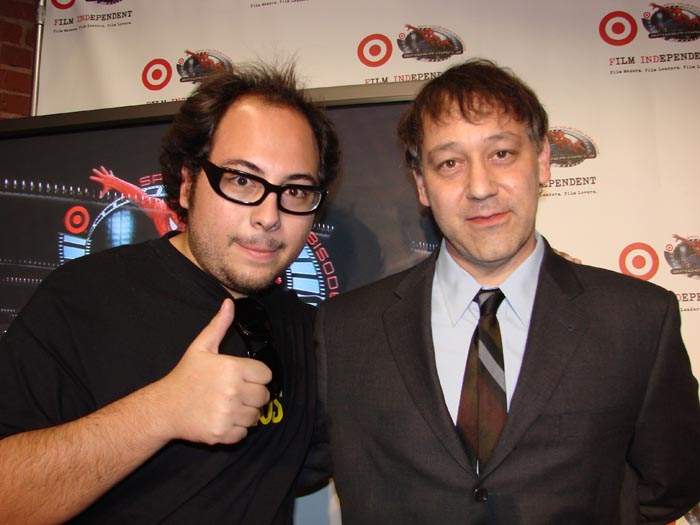
López con Sam Raimi en el Festival de Los Ángeles 2007

Fue elegido entre los 100 jóvenes líderes de Chile en 2002 y produjo múltiples trabajos para televisión, la mayoría emitidos por MTV Latinoamérica. Ese mismo año presentó el cortometraje Súper Niño Bully, además de dirigir, escribir y protagonizar Piloto MTV (junto a Eduardo Bertrán), y escribir el guion para los VMALA's de 2003.[cita requerida]
En 2004 estrenó su primer largometraje, Promedio rojo, que es la adaptación cinematográfica de su columna en Zona de Contacto. Un éxito de taquilla en Chile y que Quentin Tarantino la calificó como «la película más divertida del año»
En 2006 dirigió Santos, la película, coproducción chilena-española con un presupuesto cercano a los seis millones de dólares. La cinta fue protagonizada por las estrellas españolas Elsa Pataky, Javier Gutiérrez, Guillermo Toledo y el argentino Leonardo Sbaraglia. Alejandro Jodorowsky la calificó como «una divertida sátira». Su DVD fue editado en julio de 2010, mientras está en camino la reedición en formato Blu-Ray.[cita requerida]
Fue fichado por la actriz Salma Hayek en 2007 para dirigir un filme de ciencia ficción (llamado tentativamente 178), con un costo aproximado de US$ 15 millones, y que incluiría a renombrados actores de Hollywood; sin embargo, este proyecto nunca se concretó. Durante 2009 fue conductor del late show Ni tan Late.[cita requerida]

### TrilogíaQué pena tu...y carrera en Norteamérica (2010-2019)
En 2010, Nicolás López estrenó su tercer largometraje: Qué pena tu vida, protagonizado por Ariel Levy y Andrea Velasco. Con 100 000 espectadores, se transformó en la película chilena más vista ese año. Posteriormente lanzó dos secuelas del filme: Qué pena tu boda (2011) y Qué pena tu familia (2012). Qué pena tu vida fue posteriormente adaptada en México con el mismo nombre el año 2015, además de ser adaptada a serie de televisión como Qué pena tu serie.[cita requerida]
Dos años después, en 2012, dirigió su primera película en inglés: Aftershock protagonizada por Eli Roth y coescrita junto a Guillermo Amoedo. La película debutó en la sección Midnight Madness del Toronto International Film Festival en 2012 y fue distribuida por Dimension Films. En 2015 colaboró con Amoedo en la redacción del guion para Knock Knock, thriller dirigido por Eli Roth y protagonizado por Keanu Reeves, estrenado en el Festival de cine independiente de Sundance, Estados Unidos.
A principios de 2016 estrenó con gran éxito la comedia Sin filtro, protagonizada por Paz Bascuñán, que se convirtió en la tercera película chilena con mejor debut, y logró 1 289 000 espectadores, siendo la segunda película chilena más vista de la historia.Sin filtro ha sido adaptada a varios países como Argentina (ReLoca protagonizada por Natalia Oreiro), Panamá (Sin Pepitas en la lengua), México (Una mujer sin filtro, protagonizada por Fernanda Castillo), España (Sin rodeos, protagonizada por Maribel Verdú) y Perú (Recontraloca).
En 2017 coescribió y dirigió el largometraje mexicano Hazlo como hombre, que con 4 millones de espectadores logró ser la quinta película mexicana más vista de la historia. Al año siguiente fue coautor y director de la comedia chilena No estoy loca, que en sus primeros 15 días ingresó al top 10 de las películas chilenas más vistas de la historia con 590 000 espectadores.
En 2019 coescribe y dirige la comedia mexicana Dulce familia, que con 2 200 000 espectadores se transforma en la quinta película mexicana más vista del año.[cita requerida] En 2024, Dulce familia debuta en Netflix en el puesto Nº1 de México y durante dos semanas permanece en el top 10 de las películas más vistas en dicho país.[cita requerida] En junio de 2025 las películas Sin filtro y No estoy loca fueron incluidas en el ranking de las «10 mejores películas chilenas de la década» según la encuesta Cadem, ocupando el puesto número 3 y número 5 respectivamente.
En junio de 2025 las películas Sin filtro y No estoy loca fueron incluidas en el ranking de las «10 mejores películas chilenas de la década» según la encuesta Cadem, ocupando el puesto número 3 y número 5 respectivamente.

## Vida personal
López, que pesaba 109 kilos y estaba enfermo de prediabetes y resistencia a la insulina, se sometió en 2014 a una cirugía bariátrica con la que logró bajar 32 kilos en 6 meses y terminar con sus problemas de salud.
Tuvo una relación sentimental con la actriz Jenny Cavallo.

## Denuncias de acoso y abuso sexual
El 30 de junio de 2018, la revista Sábado de El Mercurio dio a conocer un reportaje donde ocho actrices, entre ellas Lucy Cominetti, María Jesús Vidaurre y Josefina Montané, lo denunciaban por acoso sexual, acoso laboral y abuso. Más de una docena de mujeres en la industria del cine reportaron posteriormente experiencias similares con López, quien respondió declarando que «no soy un acosador ni un abusador».
Pocos meses antes de que se publicaran las acusaciones, López comenzó a trabajar en un filme sobre el movimiento #MeToo desde la perspectiva de los hombres. Sin embargo, en 2018 el director de cine se enteró de la investigación de la revista Sábado, y contrató a la agencia de comunicación Imaginacción —perteneciente a Enrique Correa Ríos— para resguardar su imagen a través de los medios de comunicación masiva. En el mismo reportaje cuentan cómo días después de que se conocieran las acusaciones de acoso contra Abreu, Miguel Asensio —marido de Paz Bascuñán, socio, productor y mano derecha de López— habría llamado a una de las afectadas para ofrecerle trabajo en una coproducción con Netflix para evitar una posible denuncia pública.
Al día siguiente de que se publicaran las acusaciones, López renunció a Sobras y pocos días después acordó con Asensio el cierre de la productora. La abogada Paula Vial asumió su defensa. El 28 de julio de 2018 la revista Sábado publicó un nuevo reportaje en donde se señalan otras tres denuncias de acoso y abuso sexual por parte de Nicolás López. Entre las denuncias existe una sobre hechos ocurridos en 2004, cuando la denunciante era menor de edad.
La investigación por delitos de abuso sexual, violación y ofensas al pudor contra López fue formalizada el 23 de abril de 2019 ante el 8° Juzgado de Garantía de Santiago, que decretó las medidas cautelares de firma mensual, prohibición de acercarse a las víctimas y arraigo nacional, pero que rechazó la prisión preventiva solicitada por la Fiscalía, en decisión confirmada por la Corte de Apelaciones de Santiago. Ese mismo año la Fiscalía Oriente de Santiago pidió 10 años y un día por el delito de violación reiterada y cinco años y un día por la acusación de abuso sexual.
El juicio oral estaba fijado en una primera instancia para el 22 de diciembre de 2020 y fue postergado en dos ocasiones por el Tribunal Oral en lo Penal de Viña del Mar. Finalmente el juicio oral comenzó el 14 de marzo de 2022, y el 26 de abril fue declarado culpable de dos delitos de abuso sexual consumado, siendo a la vez absuelto de los delitos de violación y ultraje a las buenas costumbres; la sentencia fue entregada el 16 de mayo, en la que López fue condenado a cinco años y un día de cárcel.
Su defensa interpuso un recurso de nulidad en contra de la sentencia, el que fue acogido parcialmente por la Corte Suprema en febrero de 2023. Si bien se mantuvo el veredicto, que lo condenó como autor de dos delitos de abuso sexual, modificó las penas a tres años y un día de presidio menor en su grado máximo, cada una; con esto, se sustituyeron las penas privativas de libertad por las de libertad vigilada intensiva.

## Filmografía

### Director
Cortometrajes
- Pajero (1998)
- Superhéroes (1999)
- Florofilia (2000)
- Promedio rojo, el piloto de tv rechazado (2001). Se puede encontrar como extra en el DVD de Promedio rojo (edición chilena).
- Súper niño bully (2007)

Largometrajes
- Promedio rojo (2004)
- Santos, la película (2007)
- Qué pena tu vida (2010)
- Qué pena tu boda (2011)
- Qué pena tu familia (2012)
- Aftershock (2013)
- Mis peores amigos (2013)
- Sin filtro (2016)
- Hazlo como hombre (2017)
- No estoy loca (2018)
- Dulce familia (2019)

### Guionista
- Pajero (1999)
- Superhéroes (1999), junto a Esteban Rojas
- Florofilia (1999), junto a Esteban Rojas, Alfredo Sepúlveda y Francisco Ortega
- Cesante (2003)
- Promedio rojo (2004)
- Piloto MTV (2004), junto a Eduardo Bertrán
- Super Niño Bully (2007), junto a Fabrizio Copano
- Santos, la película (2007)
- Qué pena tu vida (2010)
- Qué pena tu boda (2011)
- Qué pena tu familia (2012)
- Sin filtro (2016), con Diego Ayala
- Hazlo como hombre (2018), junto a Guillermo Amoedo
- Una mujer sin filtro (2018), con Diego Ayala
- Reloca (2018), con Diego Ayala
- No estoy loca (2018), junto a Guillermo Amoedo
- Dulce familia (2019), junto a Guillermo Amoedo

### Productor
- Pajero (1999)
- Superhéroes (1999)
- Florofilia (2000)
- Ángel negro (2000), productor asociado.
- Promedio rojo (2004), productor ejecutivo.
- Normal con Alas (2007), productor
- Santos, la película (2007), coproductor.
- Knock Knock (2014), productor.

### Actor
- Piloto MTV (2004), protagonista de los cinco capítulos de la primera temporada.
- Promedio Rojo (2004), cameo al final de los créditos.
- Se arrienda (2005), cameo en la fiesta a la que asiste Gastón.
- Santos (2007), cameo (cortado en montaje).
- El brindis (2008), cameo.
- Alone (2008), doctor.

## Televisión
- MTV Video Music Awards Latinoamérica (2003)
- Piloto MTV (2004)
- Súper Niño Bully (2007)
- Transantiaguinos (2008)

## Videoclips
- Mujer Robusta - Sinergia, junto a Eduardo Bertrán (2002). Fueron nominados a los VMALA 2002.
- Concurso - Sinergia, junto a Eduardo Bertrán (2002)
- Chilerobot - Sinergia, junto a Eduardo Bertrán (2003)
- Te Quiero Ver Muerta - Tiro Al Aire, junto a Eduardo Bertrán
- Traigo El Aguante - Santo Barrio, junto a Eduardo Bertrán (2002)
- Toma Lo Que Quieras - Claudio Quiñones, junto a Eduardo Bertrán

## Participación en festivales

### Nominación
- 2017: Nominado Hazlo como hombre “Mejor Película” Premios Canacine México
- Tokyo Grand Prix 2004, por Promedio Rojo.
- Festival Internacional de Cine de Mar del Plata
- Festival de Cine de Sitges
- SXSW Film Festival
- Los Angeles Film Festival

### Premios
- 2013: Festival de cine de Santiago SANFIC 2013: Premio CorpArtes “Generación de Audiencias” [36]
- Festival Internacional de Cine de Viña del Mar 2005, Premio del Jurado, por Promedio Rojo.
- Premio APES 2004, Director revelación.
- Rock & Pop "Aguards" 2005, Mejor película chilena.